# Skottdramat på Thurston High
Skottdramat på Thurston High School var en skolmassaker som ägde rum den 21 maj 1998 i Springfield, Oregon, USA på Thurston High School. 

## Händelser
Den då femtonårige Kipland "Kip" Kinkel (född 30 augusti 1982) sköt kvällen innan ihjäl sin mamma och pappa i huset där de bodde. Kip har även en syster men hon studerade i Hawaii då detta hände. Han beväpnade sig nästa morgon med gevär och pistoler och körde sin mors bil till skolan. Efter att ha parkerat bilen gick han mot matsalen och öppnade eld, först i korridoren utanför matsalen där han dödade en och skadade en annan elev. Därefter gick han in i matsalen och öppnade eld mot eleverna som åt lunch. Han skadade ett tjugotal elever i den snabba skottlossningen och när geväret klickade slängde han ifrån sig det, drog fram pistolerna och försökte på nära håll skjuta skadade elever till döds. En av eleverna dog senare på sjukhus av sina skador. Då en av de skottskadade killarna hörde att vapnet klickade gick han till attack mot Kip, varefter Kip sköt honom i handen. Efter det kom ett tiotal andra elever och höll fast gärningsmannen tills polisen anlände. Vittnen rapporterade att Kip under denna tid gång på gång skall ha upprepat orden "döda mig", "skjut mig".

## Efterdyning
Kip Kinkel dömdes till livstids fängelse (111 års fängelse) i rättegångarna efter att han hade gripits, trots att många protesterade och tyckte att det var ett för hårt straff då Kip ansågs som allvarligt psykiskt sjuk och var vid låg ålder. Han skall bland annat i förhören ha sagt att han hörde röster i huvudet och att han var tvungen att mörda människor. Det faktum att han sköt ihjäl sina föräldrar och sedan visar stark ånger för dödsskjutningarna i förhör med polisen kanske stödjer detta.
Kip Kinkel sitter nu i fängelse i Oregon State Correctional Institution i Salem, Oregon. Han kommer aldrig att få möjlighet till villkorlig frigivning.